# Psychotria ceronii
Psychotria ceronii är en måreväxtart som beskrevs av Charlotte M. Taylor. Psychotria ceronii ingår i släktet Psychotria och familjen måreväxter. Inga underarter finns listade i Catalogue of Life.